# Karl Zimmermann (Fotograf)
Karl Albert Zimmermann (* 21. Juli 1885 in Diez; † 24. Februar 1943 in Hausen (Wied)) war ein deutscher Fotograf.

## Leben und Beruf
Etwa von 1914 bis in die Mitte der 1920er-Jahre betrieb Karl Zimmermann in Freiendiez in der Dietzer Straße 11 ein Geschäft für Fotografie und einen Kunstverlag, bereits zu dieser Zeit führte er die Bezeichnung Kunst-Fotograf. Noch 1919 warb Zimmermann damit, im Besitz ehrender Anerkennungen von Seiner Majestät dem Deutschen Kaiser sowie einer Medaille für hervorragende Leistungen zu sein. Zusammen mit seiner schwedischen Frau Änne (auch Anne, Anna) Viktoria Zimmermann (* 20. November 1883 Hörby; † 22. November 1962 in Åhus), geborene Lindstedt, die ebenfalls Fotografin war, gründete er außerdem 1919 in Freiendiez die Firma Lindstedt und Zimmermann. Bereits hier arbeitete Zimmermann für die französische Armee.
Unter dem Namen Lindstedt und Zimmermann richtete das Ehepaar 1920 ein weiteres Geschäft mit Atelier am Kaiserin-Augusta-Ring Nr. 3 in Koblenz ein, das zu dieser Zeit das Hauptquartier der American Forces in Germany (kurz A.F.G.) war. Das Haus am heutigen Moselring befand sich spätestens seit Anfang der 1930er-Jahre in seinem Besitz. Nach seinem Wechsel nach Koblenz arbeitete Karl Zimmermann u. a. für die amerikanische, später auch für die französische Armee sowie ca. zwei Jahre für die Interalliierte Rheinlandkommission.
Nach dem Ausbruch einer psychischen Erkrankung wurde Zimmermann Ende 1925 in die Provinzial-Heil- und Pflegeanstalt Andernach eingewiesen, in der er mit Unterbrechungen bis 1928 verblieb. Seit diesem Jahr führte die Firma den Namen Welt-Foto-Koblenz vor dem alten Namen Lindstedt-Zimmermann, Karl Zimmermann nannte sich nun Pressefotograf, dessen Bilder auch in überregionalen Zeitungen wie der in Frankfurt am Main erscheinenden Zeitung Das Illustrierte Blatt abgedruckt wurden. Wegen seiner Erkrankung war er in den folgenden Jahren immer wieder in Behandlung, nach einem längeren Aufenthalt in einer Klinik gab er 1934 das gemeinsam mit seiner Frau betriebene Geschäft auf, die Firma hörte spätestens 1939 auf zu existieren. Änne Zimmermann arbeitete bis 1939 weiter als Studiofotografin, hauptsächlich für Porträts.
Die Zerstörung des Hauses am Kaiserin-Augusta-Ring und damit seines Lebenswerks bei den Luftangriffen auf Koblenz erlebte Karl Zimmermann nicht mehr. Er starb am 24. Februar 1943 nach langer, schwerer Krankheit in der Heil- und Pflegeanstalt Hausen und wurde in Koblenz begraben.

## Wirken als Fotograf
Karl Zimmermann war als Fotograf ein exzellenter Fachmann. Zu seinen Stärken gehörten Außenaufnahmen, deren kompositorischer Aufbau und Brillanz auch in der Branche Anerkennung fanden. Zu seinem Portfolio gehörten neben Architektur-, Alltags- und Porträtaufnahmen auch Industrie- und Sportaufnahmen sowie Werbefilme.
Seine hauptsächlich von ca. 1920 bis 1925 und 1928 bis 1930 entstandenen Fotografien, vermutlich an die 22.000 Aufnahmen, dokumentieren in großen Teilen die alliierte Rheinlandbesetzung nach dem Ersten Weltkrieg in der Koblenzer Zone und stellen damit eine hervorragende Quelle für diese Zeit dar. Der Schwerpunkt seiner Arbeit liegt allerdings hauptsächlich auf den Soldaten, Zivilarbeiterinnen und -arbeitern und Angehörigen der Besatzungsarmeen. Zimmermann war zu dieser Zeit wohl bei allen sich bietenden Gelegenheiten anwesend, wie der kommandierende General der amerikanischen Streitkräfte in Deutschland, Henry T. Allen, am 6. Februar 1923 in seinem Rheinland-Tagebuch notiert: Heute nahm die Oberkommission formell von mir Abschied. Der allgegenwärtige Zimmermann war mit seinem photographischen Apparat auch da, um den Bericht über den historischen Augenblick zu vervollständigen.
Da sein Nachlass vermutlich 1945 vernichtet wurde, ist sein Gesamtwerk bislang noch undokumentiert.

## Galerie

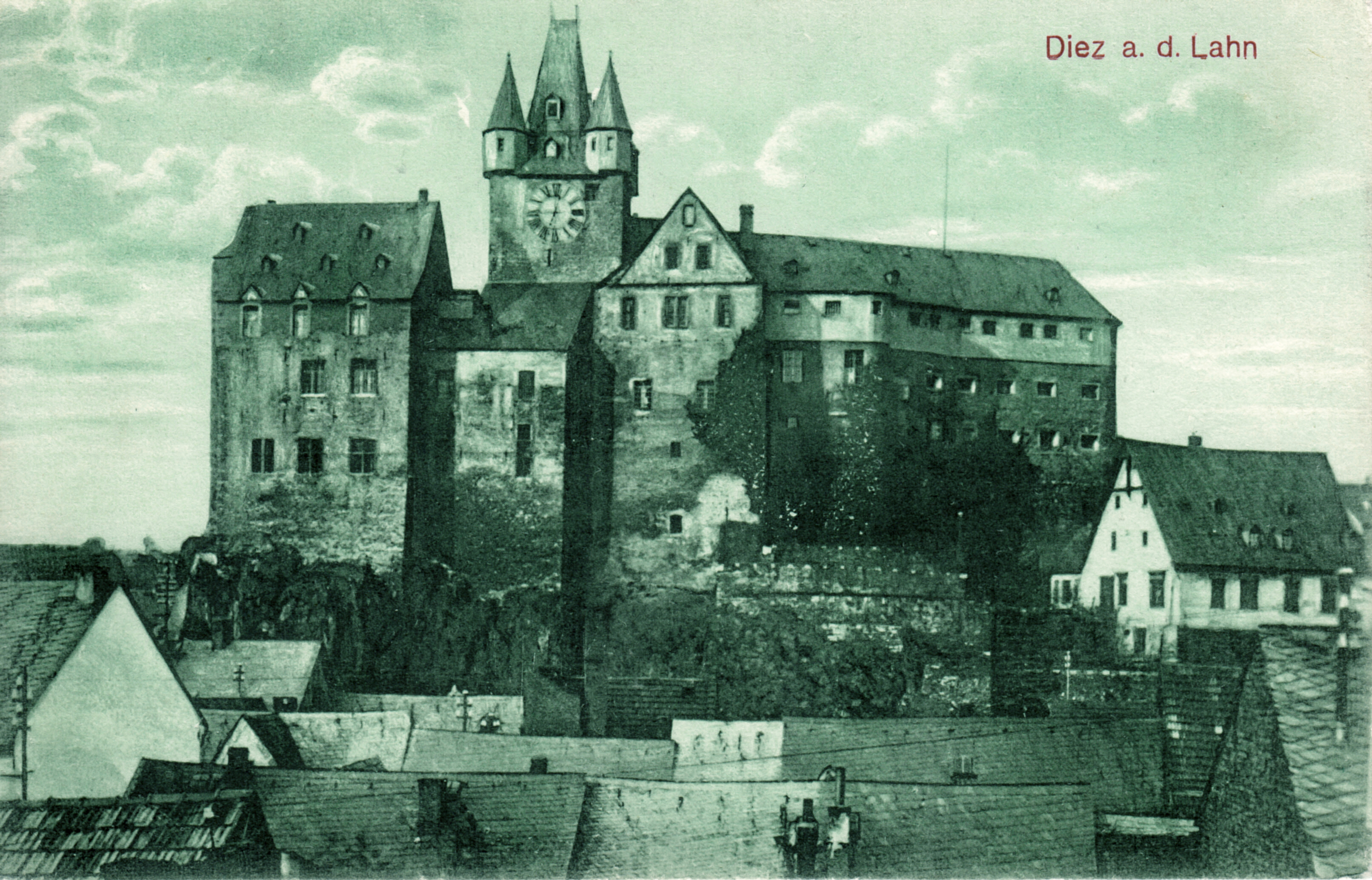
Grafenschloss Diez, 1914
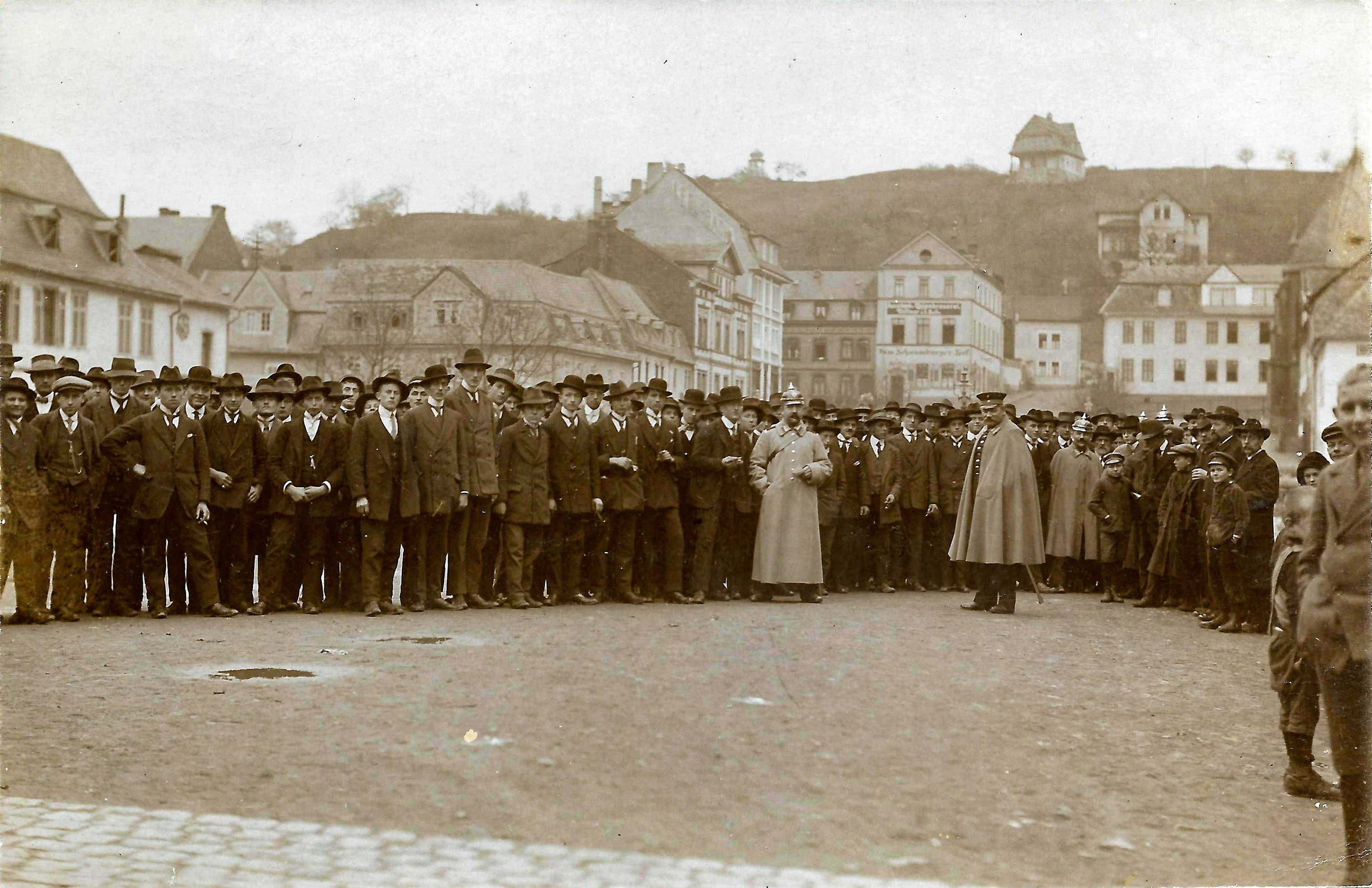
Musterung der 18-Jährigen in Diez, 1916
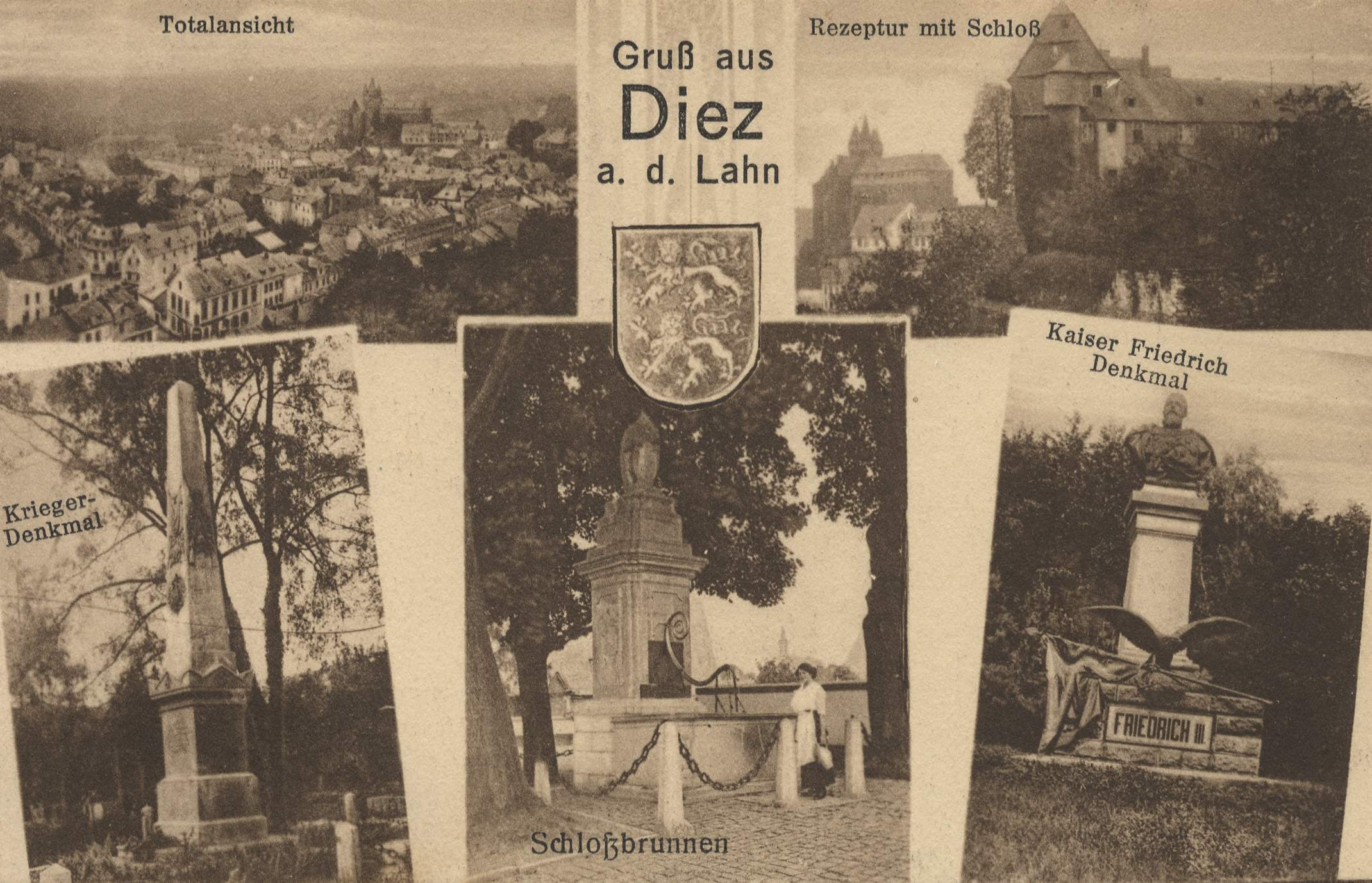
Gruß aus Diez an der Lahn, 1916
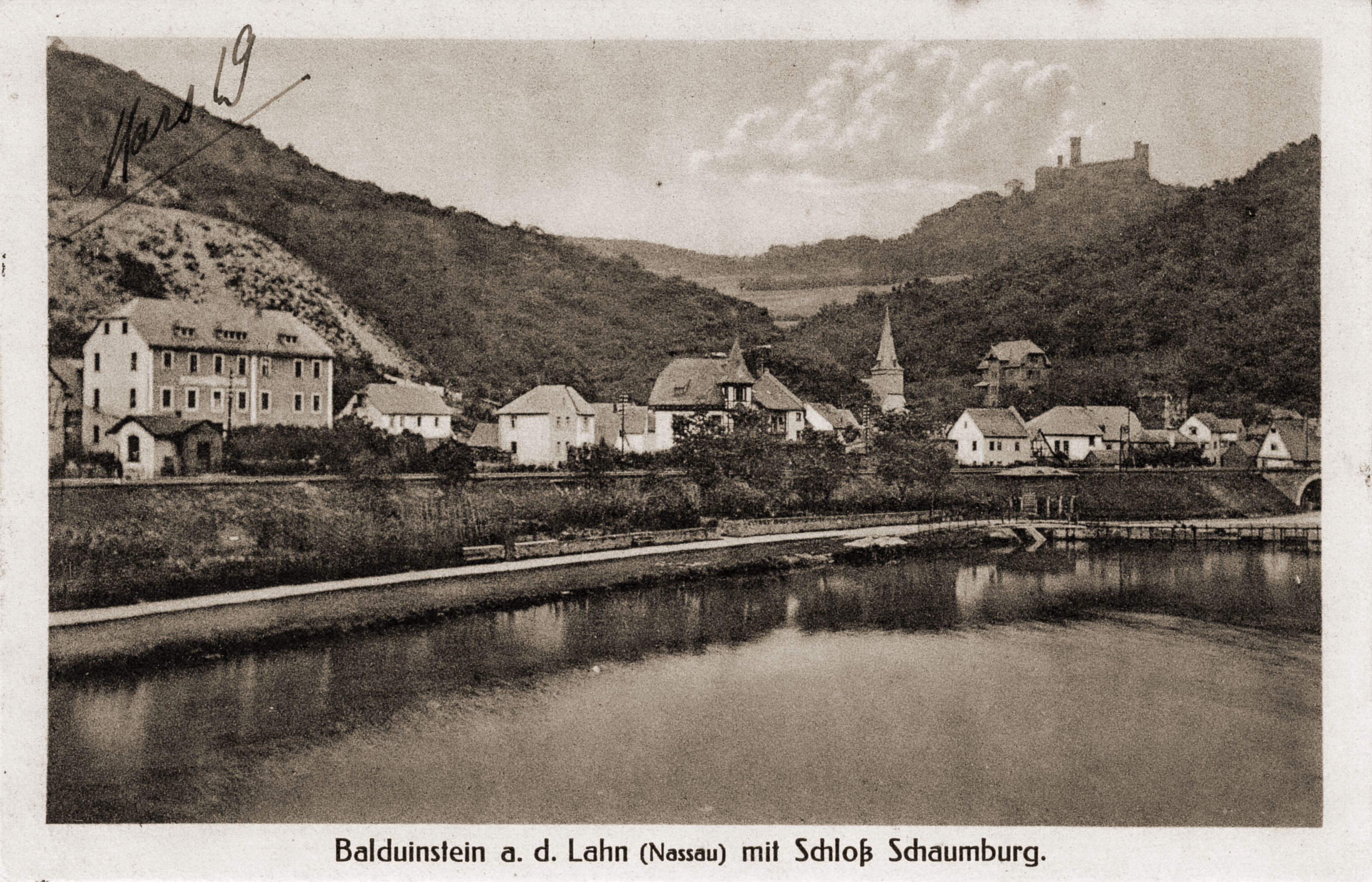
Balduinstein und Schloss Schaumburg, 1917
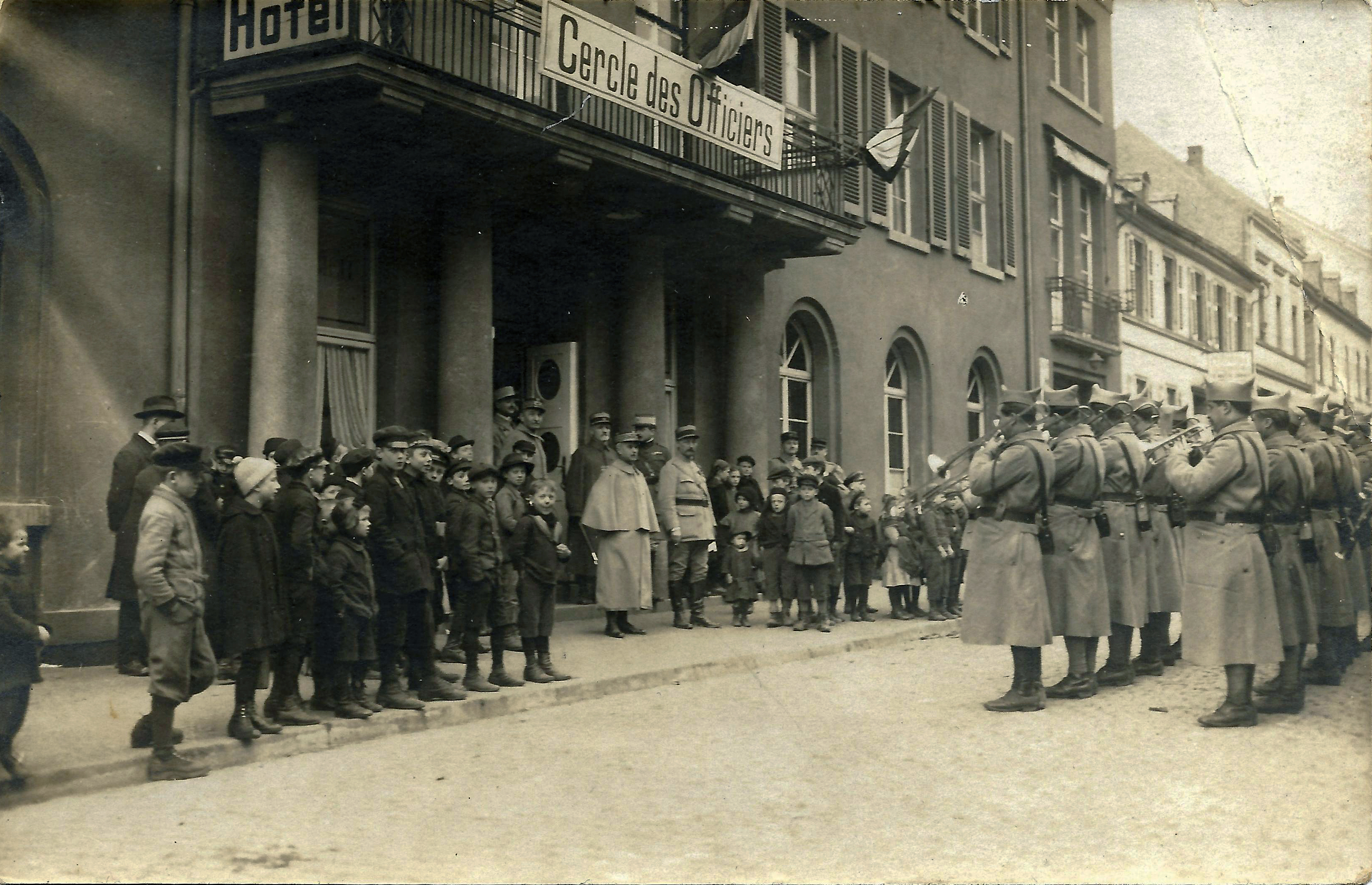
Französische Parade am Hotel Hof von Holland in Diez, 1919
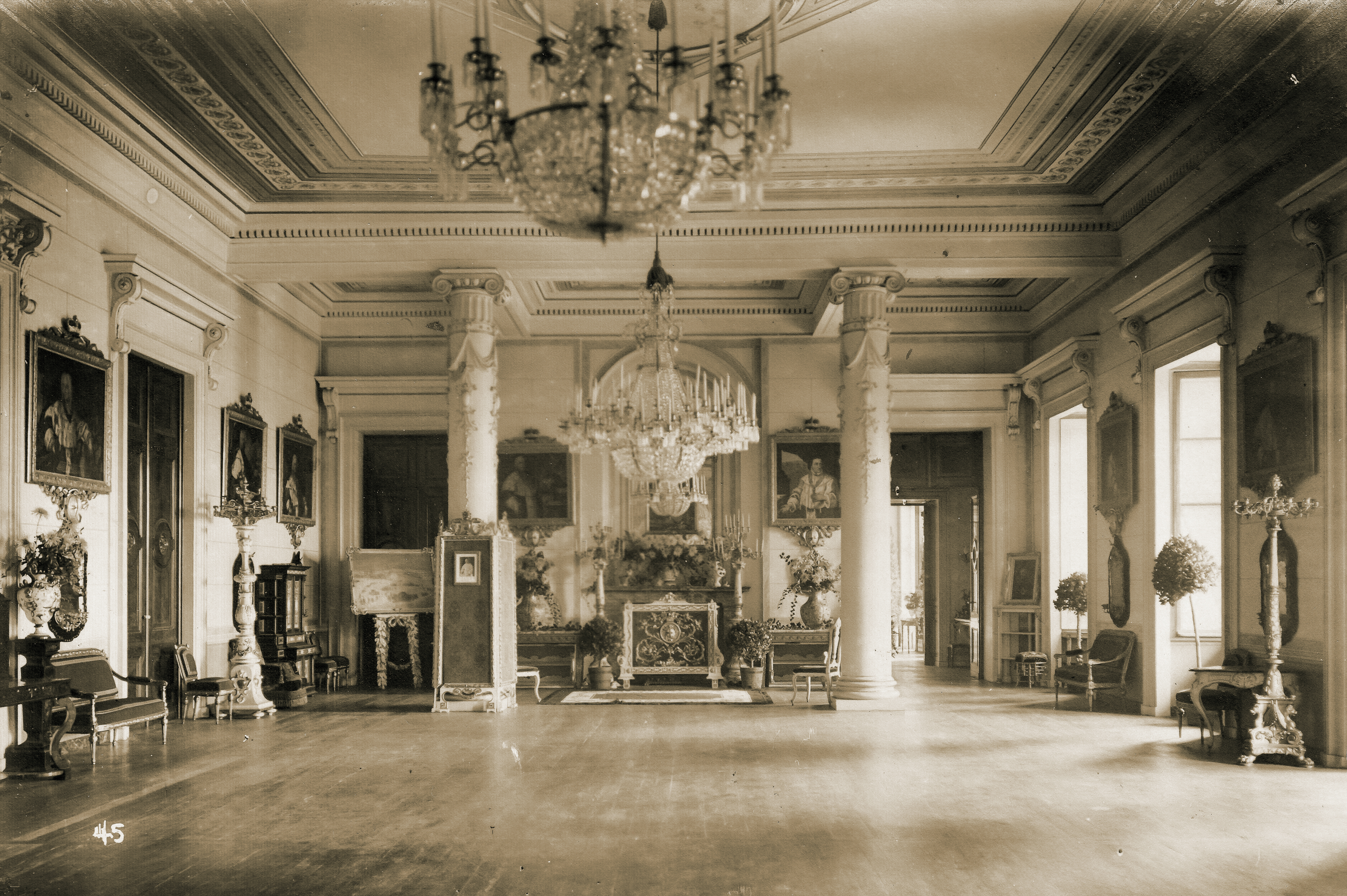
Thronsaal im Kurfürstlichen Schloss in Koblenz, 1920
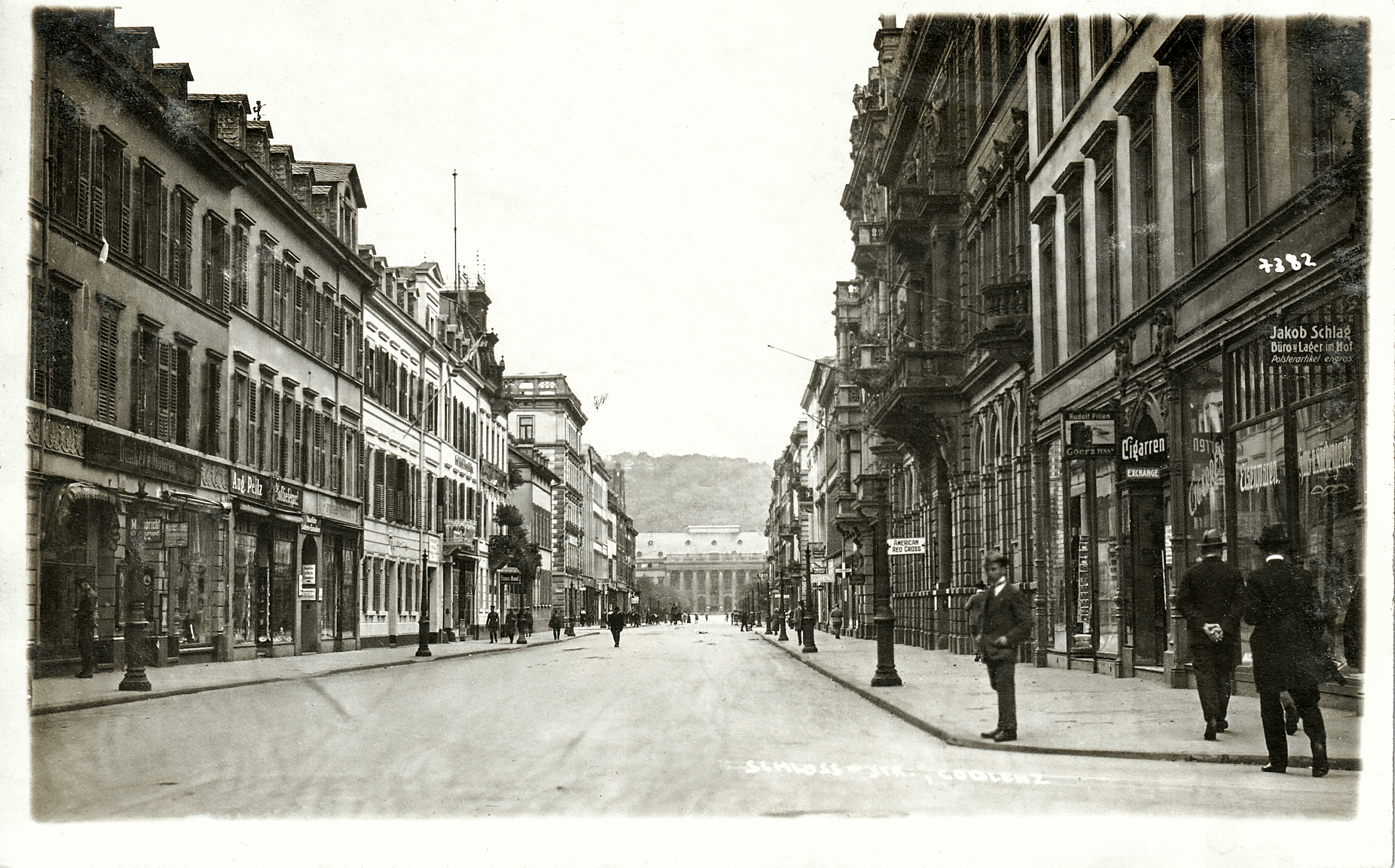
Blick in die Schloßstraße, 1921
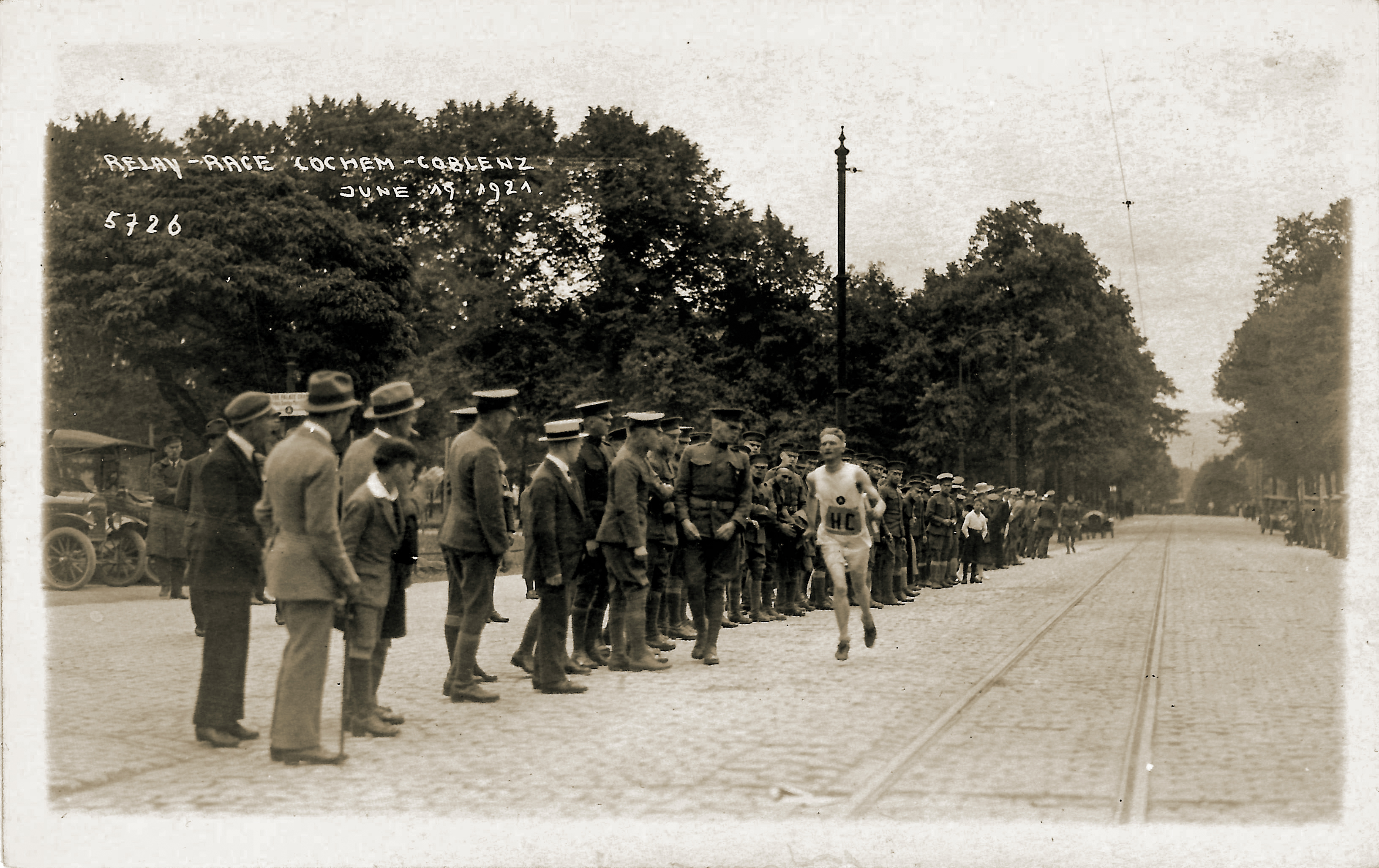
Staffellauf von Cochem nach Koblenz, 1921
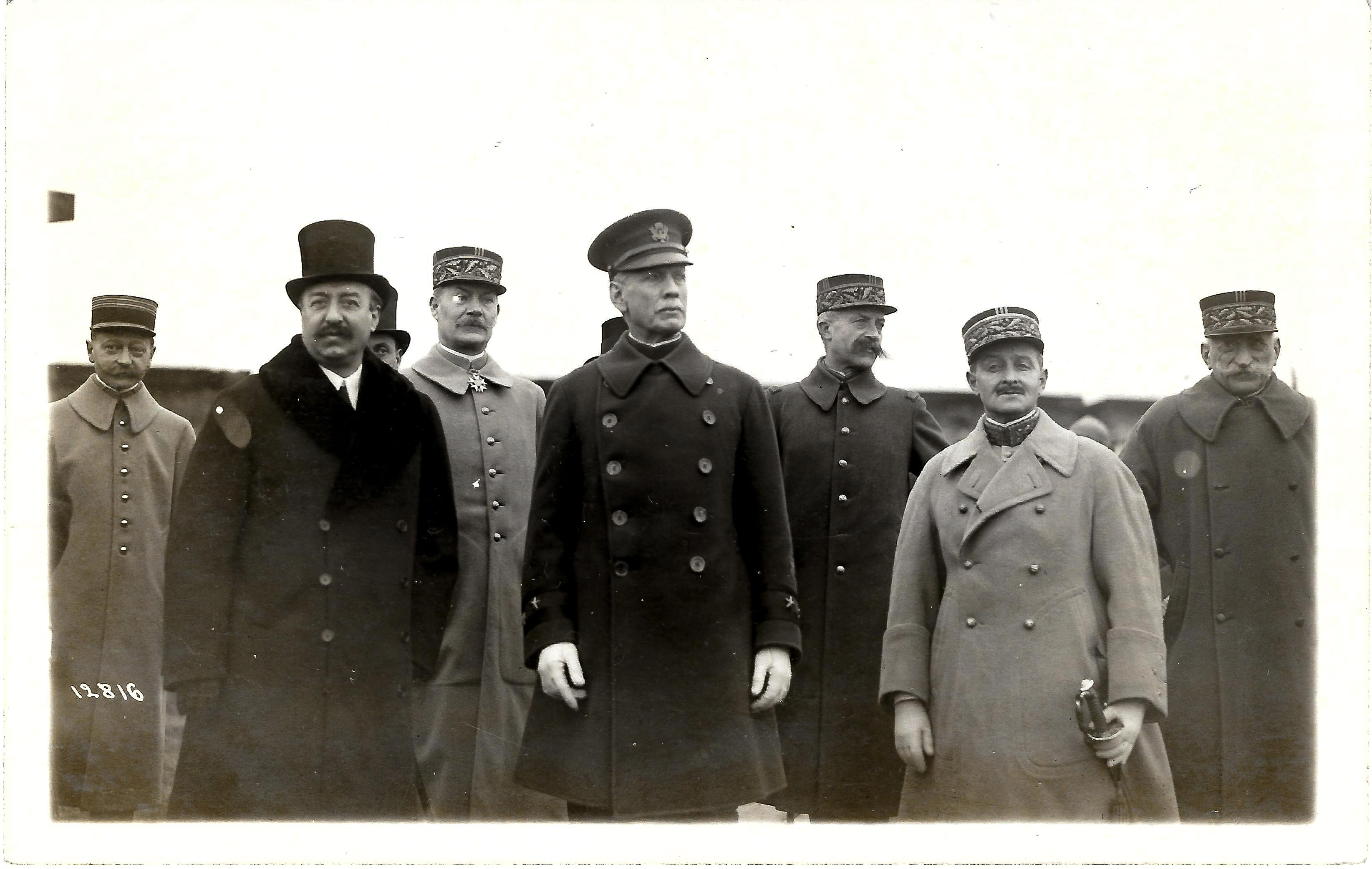
Henry T. Allen und Paul Tirard während des Flaggenwechsels auf der Feste Ehrenbreitstein, 1923
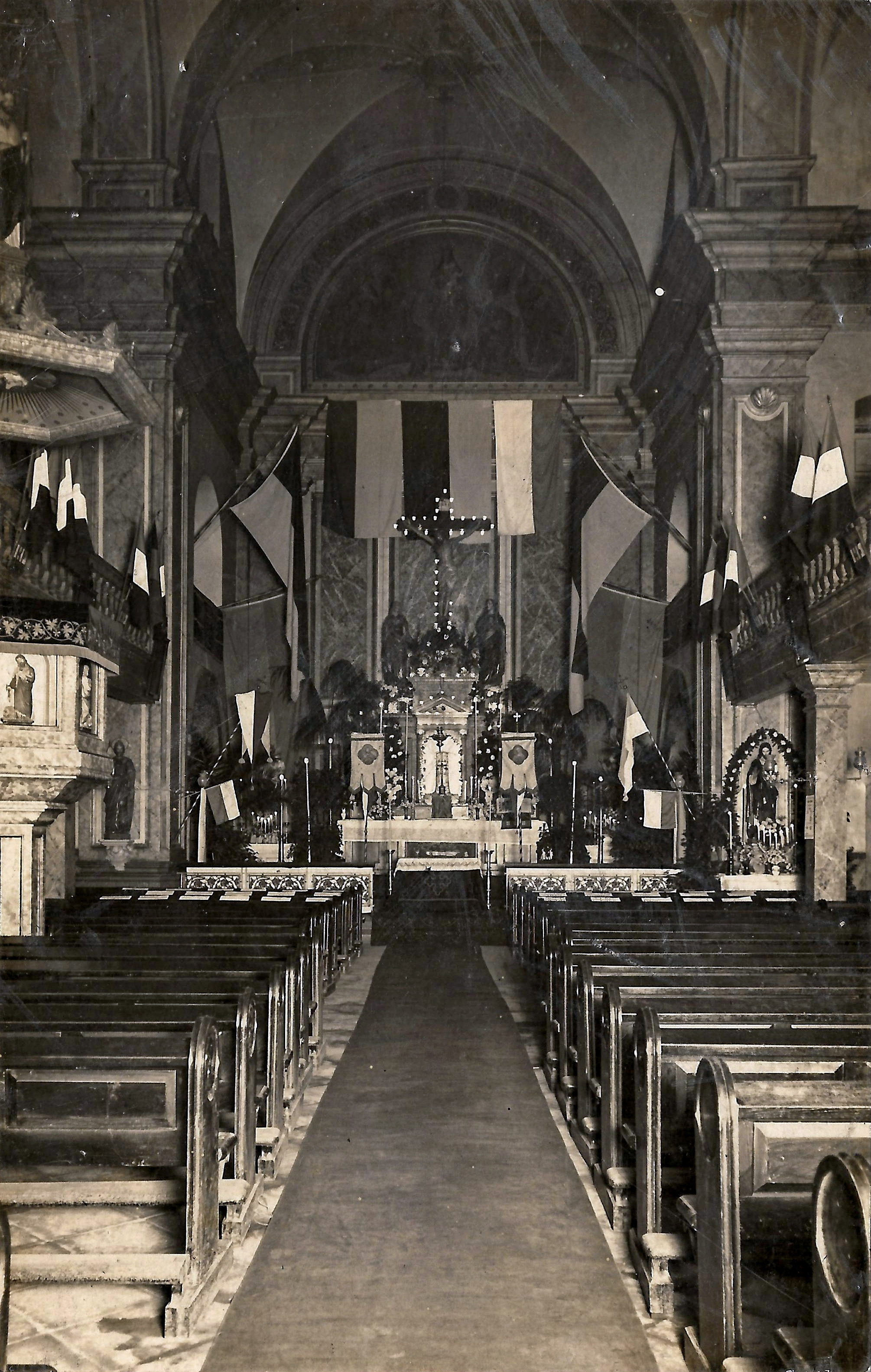
Innenraum der Karmeliterkirche in Koblenz, um 1924
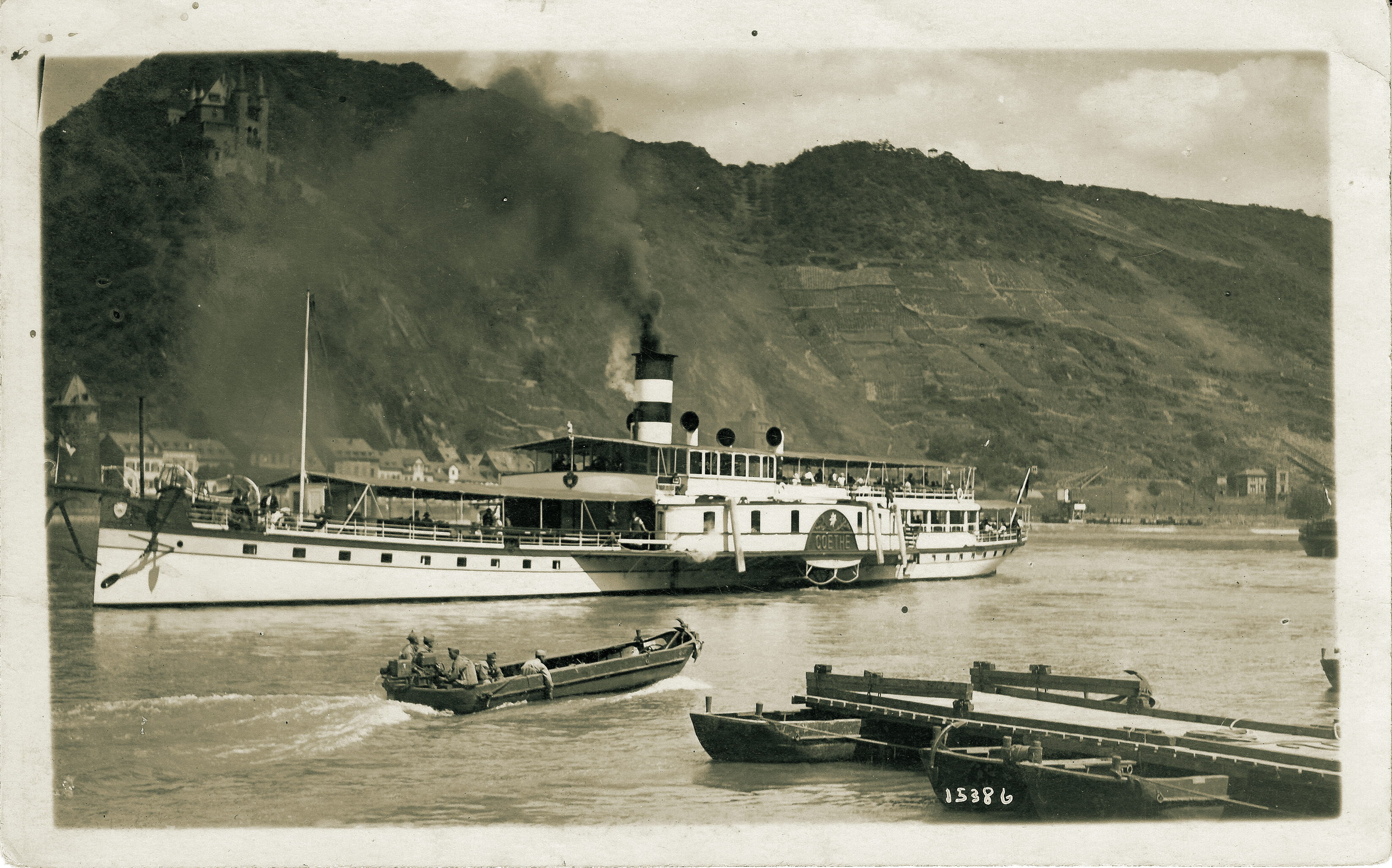
Seitenraddampfer Goethe auf dem Rhein bei Sankt Goarshausen, 1924
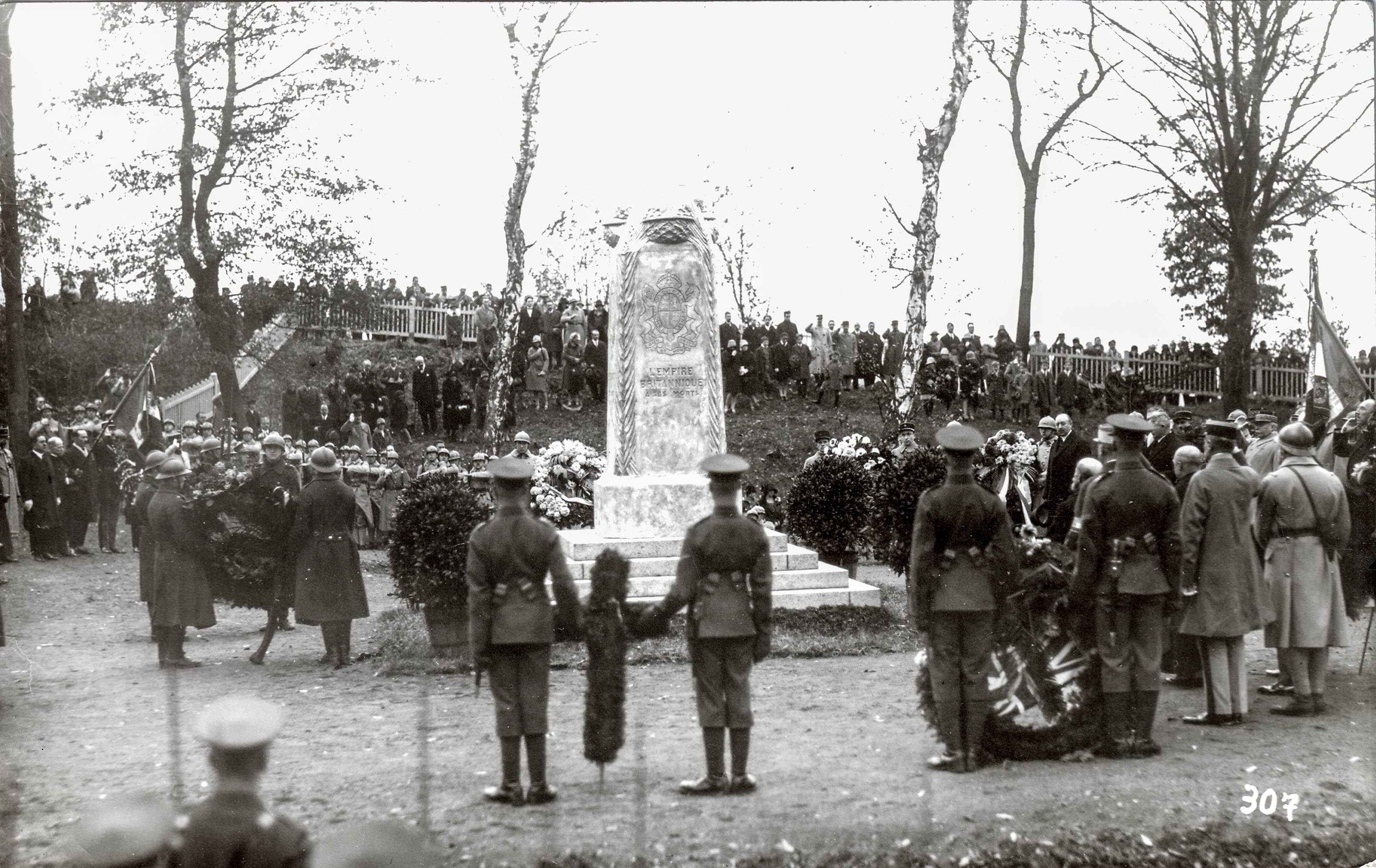
Einweihung des Alliiertendenkmals in Koblenz, 1927
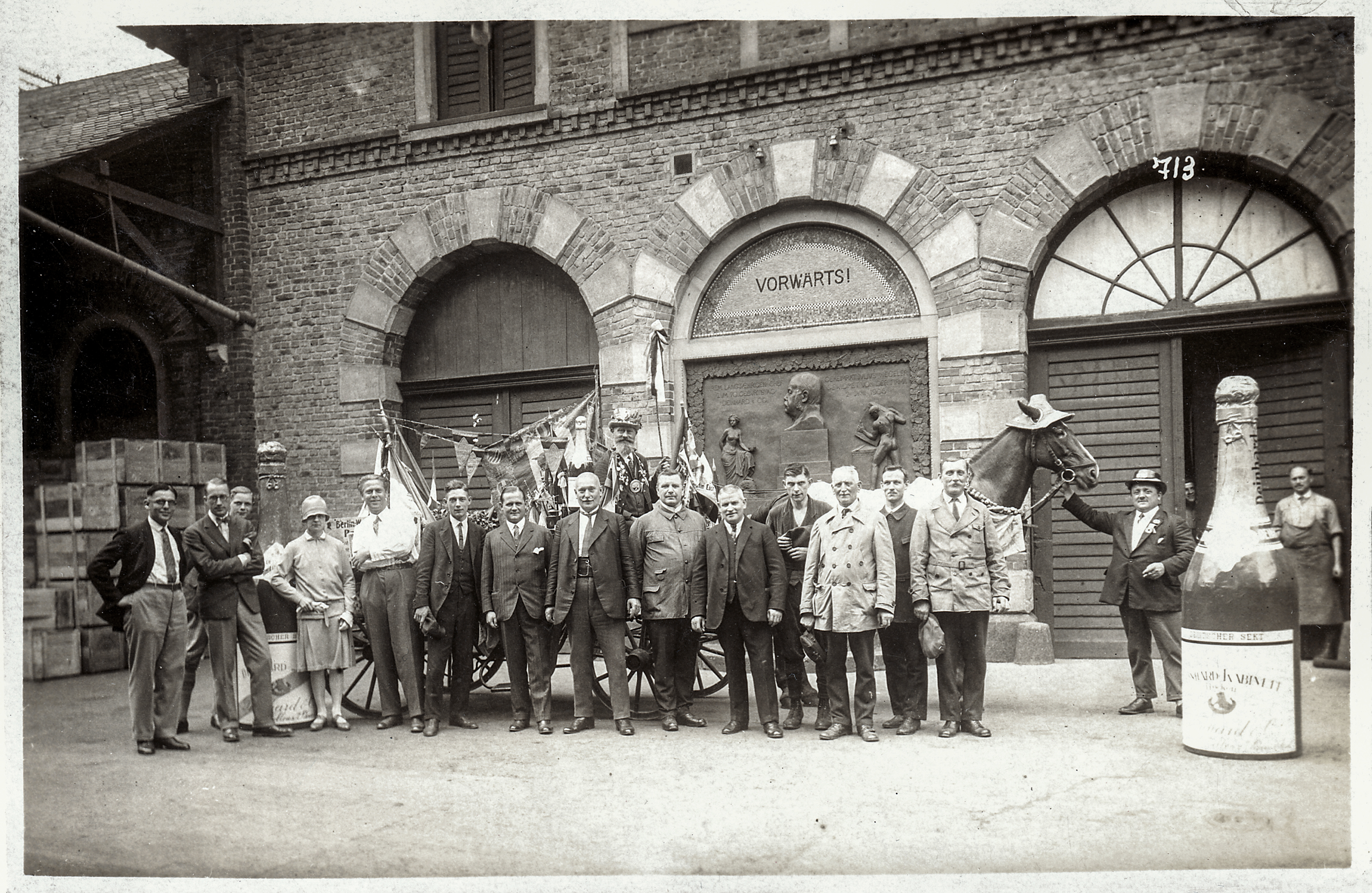
Der eiserne Gustav in Koblenz bei Firma Deinhard, 1928